# Romuald Skowroński
Romuald Mikołaj Skowroński (ur. 6 grudnia 1926 w Chocieszowie, zm. 15 sierpnia 2013 w Łodzi) – polski chemik, prof. zw. dr hab., rektor Uniwersytetu Łódzkiego w latach 1975–1981 (dwie kadencje).
W czasie II wojny światowej żołnierz AK, w stopniu kaprala podchorążego. Po wojnie ukończył studia chemiczne na Uniwersytecie Łódzkim (1952), wiążąc się zawodowo z tą uczelnią do końca życia. W roku 1957 brał udział w Światowym Kongresie Chemicznym w Paryżu. W latach 1958–1962 w czasie pobytu w Paryżu prowadził badania naukowe ukoronowane w 1962 stopniem naukowym  doktora Uniwersytetu Paryskiego z wyróżnieniem. W czasie ponownego pobytu we Francji 1966-1967 opublikował szereg prac, które były podstawą  habilitacji w 1968 w UŁ. Był profesorem zwyczajnym Katedry Chemii Organicznej na Wydziale Chemii tejże uczelni. Doctor honoris causa Uniwersytetu Łódzkiego.
Należał do PZPR. W czasach PRL był odznaczony m.in.:
Krzyżem Komandorskim Orderu Odrodzenia Polski, Orderem Sztandaru Pracy II klasy, Złotym Krzyżem Zasługi, Krzyżem Partyzanckim, Medalem 30-lecia Polski Ludowej, Medalem Zwycięstwa i Wolności 1945 i Medalem Komisji Edukacji Narodowej.